# Arbejdsmarkedets Fond for Udstationerede
Arbejdsmarkedets Fond for Udstationerede (AFU) er en solidarisk finansieret fond, der skal sikre, at udstationerede lønmodtagere altid får løn ved arbejde i Danmark såfremt visse betingelser er opfyldt. Ordningen administreres af ATP.
Fonden blev etableret ved lov i 2016 som følge af implenteringen af et EU-direktiv. Fonden finansieres af bidrag fra alle virksomheder, der har pligt til at indbetale til ATP.
For at få udbetalinger fra fonden skal medarbejderne være udstationeret i Danmark fra lande i EU eller EØS, være omfattet af en dansk overenskomst og være medlem af en faglig organisation, der fører sagen på vegne af lønmodtageren. Det er desuden et krav, at mulighederne for at få lønnen via det fagretlige system er udtømte.
Fonden offentligør en liste med oplysninger om virksomhederne, der har givet anledning til udbetalinger fra fonden de seneste tre år.
Ordningen har fået kritik fra erhvervsorganisationen SMVdanmark, fordi den trods udbetalinger på blot 100.000 kroner i 2022 kostede 9,8 millioner kroner at drive det samme år.